# José Antonio García Fernández
José Antonio García Fernández (n. Ciudad de México, México, 17 de enero de 1992) es un exfutbolista mexicano que se desempeñaba como defensa central o lateral derecho. 

## Trayectoria
Debutó el 21 de agosto de 2011 en un Puebla 2-1 UNAM. Actualmente se encuentra retirado y en el 2020 demandó a su único equipo donde militó: el Club Universidad Nacional; antes de su retiro forzado tuvo una lesión mal atendida por parte del cuerpo médico y la directiva del club que se encontraba en el periodo 2016-2019. Se encontraba en silla de ruedas y éste fue el motivo de su retirada deportiva.

## Clubes
| Club                    | País   | Año       |
| ----------------------- | ------ | --------- |
| Universidad Nacional    | México | 2011-2015 |
| Club Atlético Zacatepec | México | 2015-2016 |
| Universidad Nacional    | México | 2016-2018 |